# Frederick Peterson

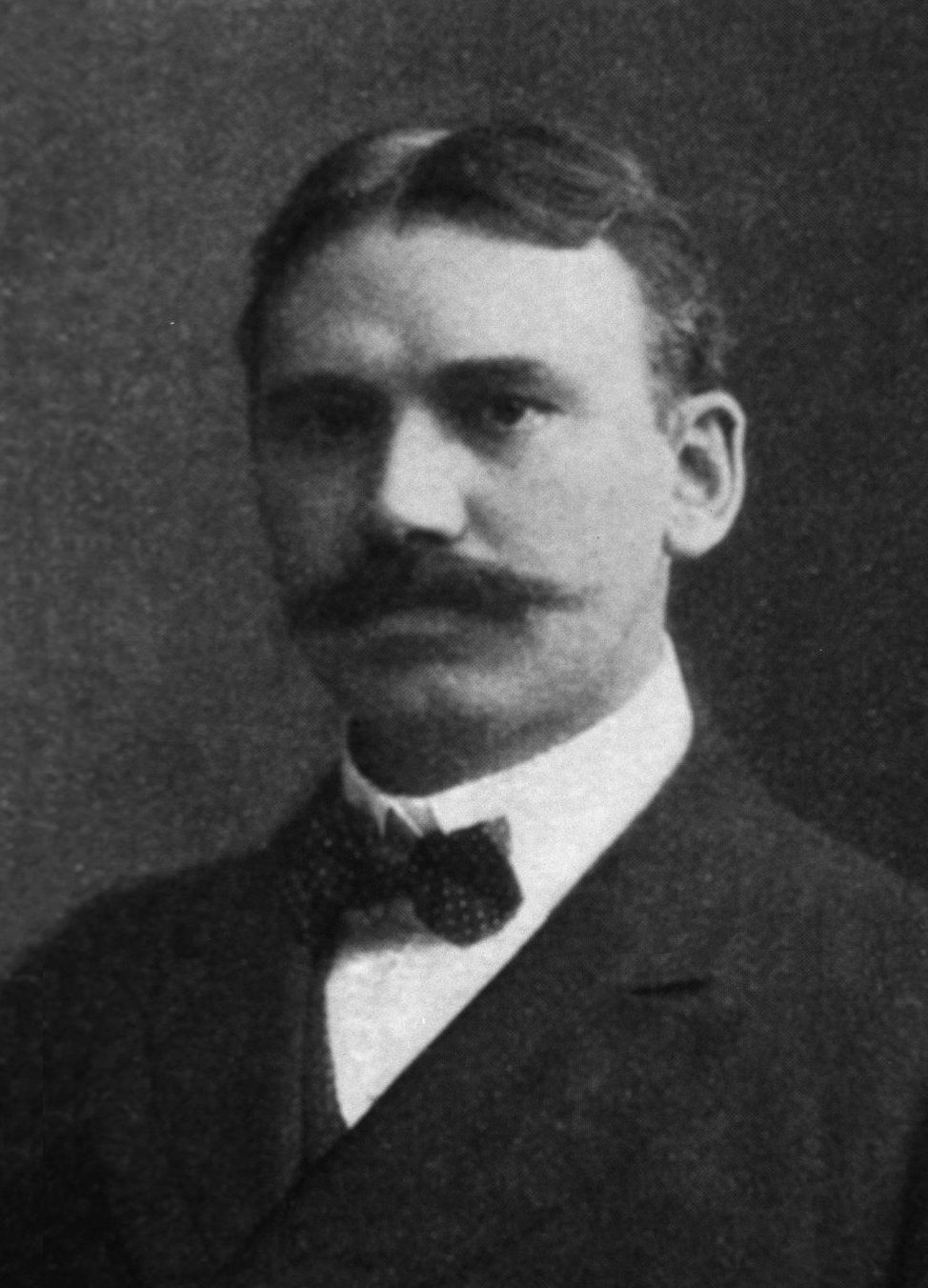
Frederick Peterson

Frederick Peterson (ur. 1 marca 1859 w Faribault, zm. 9 lipca 1938) – amerykański lekarz patolog, neurolog, psychiatra i poeta. Był jednym z pionierów psychoanalizy w Stanach Zjednoczonych, publikując artykuł o teorii psychodynamicznej Freuda i Junga w 1909 roku.

## Życiorys
Urodził się w Fairbault, ale po roku, po separacji rodziców, przeniósł się do Sioux City razem z matką. Gdy miał piętnaście lat miejscowy lekarz Knott poznał się na jego nieprzeciętnej inteligencji, i przez dwa lata uczył go medycyny. Równolegle chodził do szkoły, gdzie jego nauczyciel zachęcił go do pisania poezji. 
Gdy miał 17 lat rozpoczął studia medyczne na University of Buffalo. Ukończył studia z wyróżnieniem trzy lata później. Odbył staż w Buffalo General Hospital i wyjechał do Europy, gdzie studiował patologię u Recklinghausena i Keya oraz fizjologię u Ludwiga. Po powrocie do Buffalo został wykładowcą (1883) i profesorem patologii (1884). Następnie zainteresował się psychiatrią i od 1885 do 1888 odbywał staż w Hudson State Hospital. W 1888 przeniósł się do Nowego Jorku, współpracował tam z Bernardem Sachsem. Od 1892 był profesorem neurologii na Columbia University. Zmarł w 1938; wspomnienie o nim napisał Bernard Sachs.

## Wybrane prace
- Mental Diseases (9th ed. 1920)
- The American Textbook of Legal Medicine and Toxicology (2nd ed. 1923)

## Poezje
- Poems and Swedish Translations (1883)
- In the Shade of the Ygdrasil (1893)
- The Flutter of the Gold Leaf (1922)